# Арсеньево (Щёкинский район)
Арсеньево — деревня в Щёкинском районе Тульской области. Входит в состав Крапивенского муниципального образования.

## География
Деревня расположена в центральной части области на расстоянии примерно в 29 километрах по прямой к западу-северо-западу от районного центра Щёкина.
Часовой пояс
Деревня Арсеньево как и вся Тульская область, находится в часовой зоне МСК (московское время). Смещение применяемого времени относительно UTC составляет +3:00.

## Население
| 2010 |
| ---- |
| 4    |

Национальный состав
Согласно результатам переписи 2002 года, в национальной структуре населения русские составляли 100 % из 4 человек.